# Match de prestidigitation
Pour plus de détails, voir Fiche technique et Distribution.
Match de prestidigitation est un film de Georges Méliès sorti en 1904 au début du cinéma muet. Alors qu'on le croyait perdu il a été retrouvé aux archives nationales du film (Národní filmový archiv) à Prague en 2016.

## Synopsis
Un prestidigitateur se dédouble. Les doubles effectuent un concours de tours avant de se réunifier.

## Redécouverte du film
Alors que le film était supposé perdu, il a été identifié en 2016 parmi les dons d'un collectionneur anonyme aux Archives nationales du film de Prague,.